# Niszawa
Niszawa (serb. i bułg. Нишава - Nišava) – rzeka w Bułgarii i Serbii, o długości 218 km. Źródła na terenie Bułgarii, w Starej Płaninie, uchodzi do Morawy Południowej.